# Městský hřbitov v Opavě
Městský hřbitov v Opavě je největší a nejvýznamnější hřbitov v Opavě. Nachází se v jihozápadní části města, v ulici Otická nedaleko obce Otice. V areálu hřbitova se nachází také evangelický hřbitov a Židovský hřbitov.

## Historie

### Výstavba

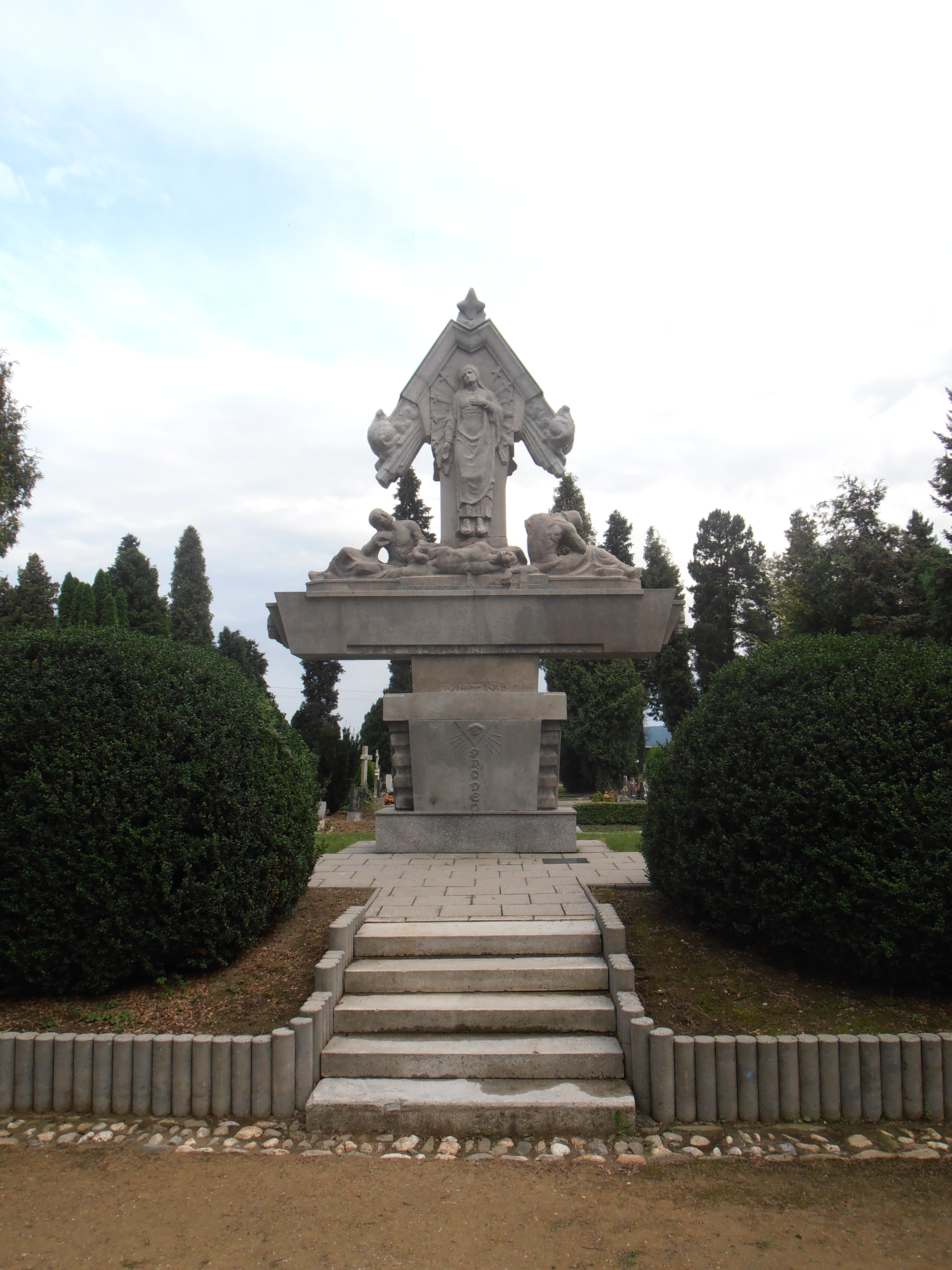
Památník obětem první světové války (1918, Josef Obeth)

Hřbitov byl vybudován jako nový městský hřbitov v letech 1890 až 1891 mimo centrum města náhradou za hlavní městské pohřebiště v místech později postaveného modernistického Kostela sv. Hedviky. Stavbu řídil městský stavební úřad v čele s vrchním inženýrem Emilem Lubichem von Milovanem a za účasti místních stavebních firem (především fa. Kern & Blum). Vstup do areálu lemují dvě identické protilehlé budovy postavené ve stylu zaalpské neorenesance. Ze starého hřbitova sem byl přenesen později odstraněný památník vojákům padlým v prusko-rakouské válce, která se odehrávala také na Opavsku.
Při kruhové centrální části hřbitova je vybudována krytá sloupová kamenná kolonáda, kde jsou pohřbeny významné osobnosti města.

### Vojenská pohřebiště
Po roce 1918 zde vznikl památník obětem první světové války od sochaře Josefa Obetha. V závěru druhé světové války zde byli pohřbeni němečtí vojáci popravení za pokus o dezerci. Hřbitov po skončení bojů sloužil jako místo k uložení přibližně 3 200 vojáků Rudé armády, kteří padli při krvavých bojích v rámci tzv. Ostravsko-opavské operace. Centrální památník byl vytvořen plzeňskou kamenickou firmou Cingroš.

### Po roce 1945
Namísto původně plánované druhé části kolonády byl roku 1965 vystavěna mohutná hrobka básníka Petra Bezruče. Na hřbitově byla roku 2007 vystavěna obřadní síň podle návrhu architekta Tomka. V Opavě se nenachází krematorium, ostatky zemřelých jsou zpopelňovány povětšinou v krematoriu v Ostravě.

## Významné osobnosti

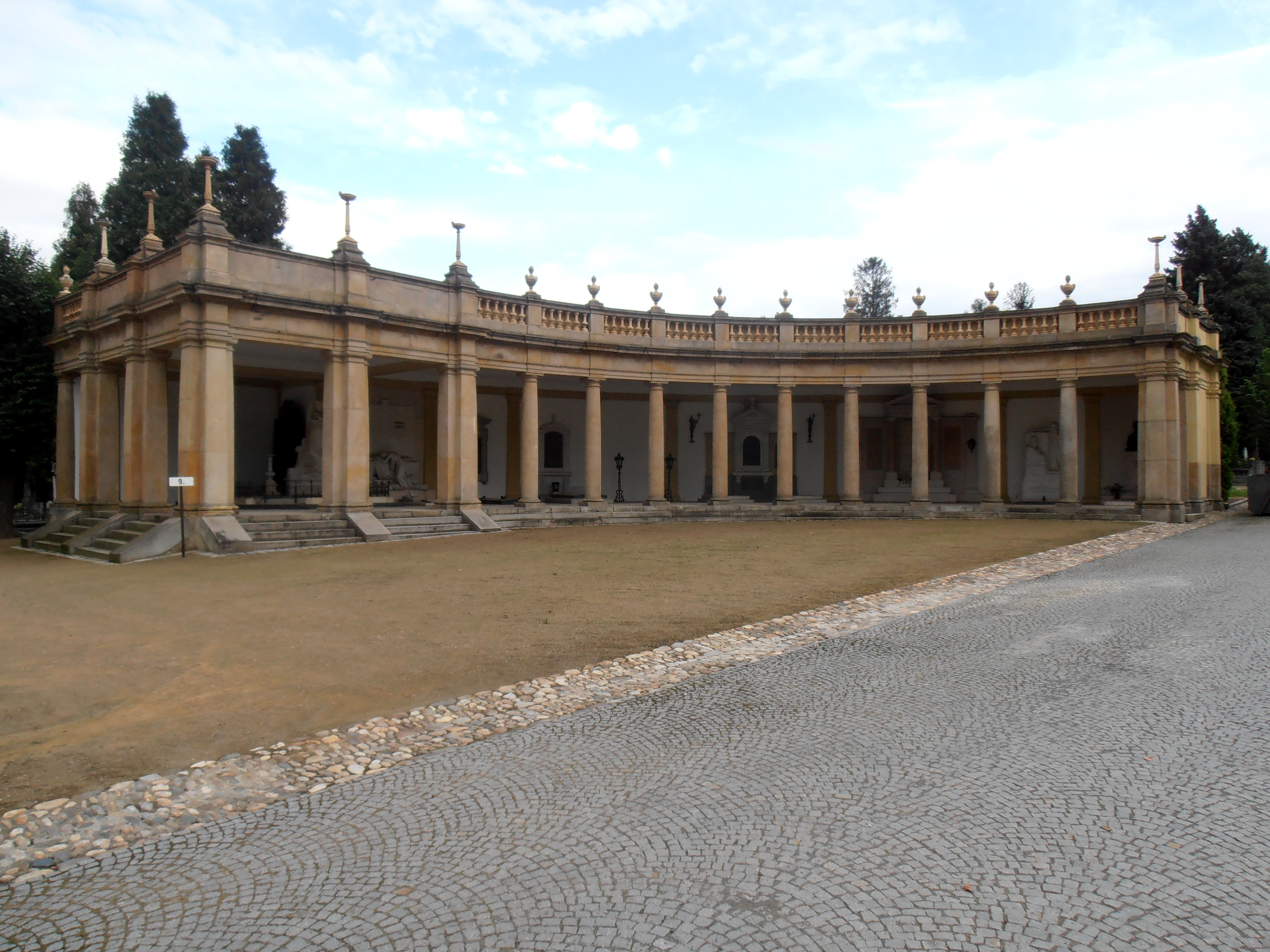
Kolonáda s čestnými hroby

Dle popisného textu na stránkách hřbitova.
- Petr Bezruč (1867–1958) – slezský básník (náhrobek z roku 1965 je dílem arch. Františka Nováka a akad. sochaře Vladimíra Navrátila)
- Emil Rochowanski (1845–1908) – purkmistr města
- Walter Kudlich (1857–1930) – starosta města
- Jindřich Janotta (1856–1944) – politik a podnikatel
- Carl Dorasil – majitel sléváren a prezident Obchodní a živnostenské komory
- Adalbert Bartel (1877–?) – architekt a stavitel
- Eduard von Böhm-Ermolli (1856–1941) – rakouský polní maršál
- Emanuel Urban (1821–1901) – botanik
- MUDr. Jan Kolofík (1846–1904) – městský lékař
- MUDr. Kalus – dětský lékař (autorem sousoší sochařka Jaroslava Lukešová)
- Rudolf Grauer (1870–1927) – obchodník a cestovatel (rodinná hrobka, autorem vitráží Józef Mehoffer)
- Věnceslav Hrubý (1848–1933) – právník, filolog a politik
- Rudolf Gudrich (1862–1937) – básník, učitel a politik
- Eustach Bittner (1912–2001) – básník
- Josef Lukeš (1870–1956) – politik a poslanec Národního shromáždění ČSR
- Msgre. Josef Veselý (1929–2010) – duchovní a básník
- Josef Koždoň (1873–1949) – politik, předseda Slezské lidové strany